# 唐臨
唐臨（600年—659年），字本德，唐代京兆長安人。
北周內史唐瑾之孫，先人從北海遷徙到關中。與兄唐皎有聲名，義寧二年（618年）正月，世子李建成東征，唐臨為直典坊，後授左衛率府铠曹參軍。李建成死於玄武门之变后，被贬出为万泉縣丞，每遇春暮，纵囚返家耕种，并约定归狱期限，“囚等皆感恩贷，至时毕集狱”。遷侍御史，奉命出使岭南。升迁至黃门侍郎，加银青光禄大夫。
唐高宗即位時，任檢校吏部侍郎；同年，迁任大理卿。为官清正，永徽元年（650年）为御史大夫。不久升迁至刑部尚书，加金紫光禄大夫，又历任兵部、度支、吏部三尚书。永徽三年（652年），參與《唐律疏議》的編修，次年頒行。永徽四年（653年），唐臨被任命處理睦州女子陳碩真假佛教彌勒信仰以謀反案；同年完成《冥報記》二卷，大行於世。
显庆四年（659年），坐事贬为潮州刺史。卒於任上，年六十。
有子唐旦字晓明、唐晃字正明、唐景字广明、唐昇字高明。唐景之子唐绍字遵业，官至给事中。

## 延伸阅读
[在维基数据编辑]
 在维基文库阅读此作者作品
 《舊唐書·卷85》，出自刘昫《舊唐書》
 《新唐書·卷113》，出自《新唐書》